# Patrice Goueslard

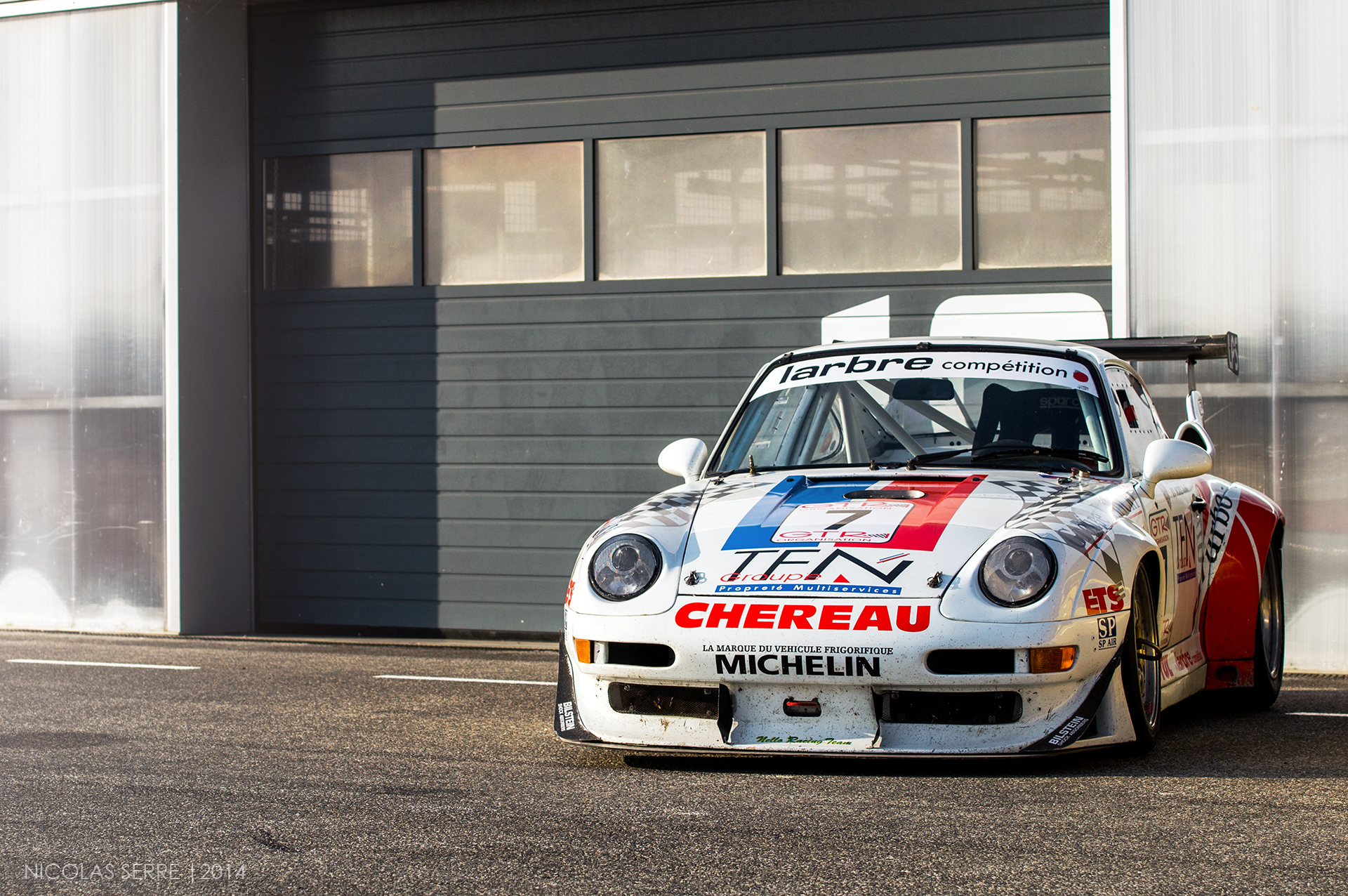
Larbre Compétition Porsche 911 GT2; das Einsatzfahrzeug mit dem Patrice Goueslard 1997 in der französischen GT-Meisterschaft an den Start ging

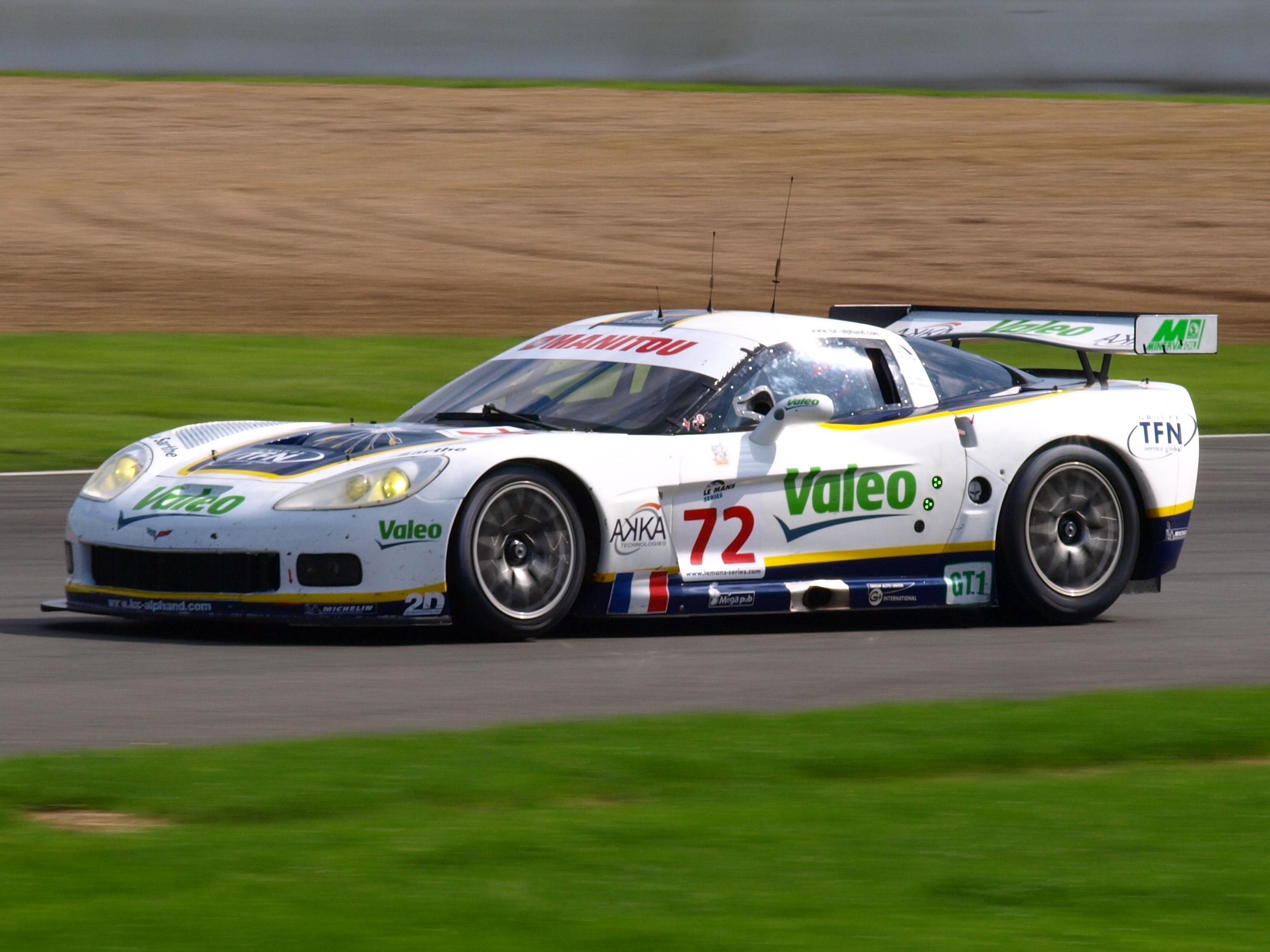
Die Alphand-Chevrolet Corvette C6.R von Goueslard und Guillaume Moreau beim 1000-km-Rennen von Silverstone 2008

Patrice Goueslard (* 26. November 1965 in Caen) ist ein ehemaliger französischer Autorennfahrer.

## Karriere

### Monoposto
Die Karriere von Patrice Goueslard begann 1990 in der französischen Formel-Renault-Meisterschaft. Vier Jahre fuhr er in dieser Monopostoserie und versuchte im Motorsport Fuß zu fassen. Nachdem er 1992 nur 18. in der Gesamtwertung (Meister Jean-Philippe Belloc) wurde steigerte er sich 1993 an die 11. Stelle der Endwertung (Meister David Dussau). Nach dem Ablauf der Saison 1993 entschied sich Goueslard gegen die Fortsetzung der Monopostoversuche und wandte sich dem GT- und Sportwagensport zu.

### GT- und Sportwagen
In seiner fast zwei Jahrzehnte dauernden Karriere im GT- und Sportwagensport entwickelte sich Goueslard zu einem der erfolgreichsten französischen Sportwagenpiloten der 1990er- und 2000er-Jahre. Er feierte 17 Gesamt- und 21 Klassensiege. Seinen ersten Einsatz hatte er gleich beim wichtigsten Sportwagenrennen des Jahres, dem 24-Stunden-Rennen von Le Mans.  1994 ging er für das Team des Schweizers Olivier Haberthur an den Start, fiel aber wegen eines Schadens am Turbolader vorzeitig aus. 1995 und das folgende Jahr war er regelmäßiger Starter im französischen Porsche-Carrera-Cup wo er 1996 hinter Christophe Bouchut, Dominique Dupuy und Jean-Pierre Jarier Vierter in der Gesamtwertung wurde.
1996 war der Start der Zusammenarbeit mit Jack Leconte, dem Eigner von Larbre Compétition, mit einem Engagement in der BPR Global GT Series. Seine beste Saisonplatzierung war der dritte Gesamtrang mit Partner André Ahrlé beim 4-Stunden-Rennen von Le Mans.
1997 begann die Saison für Gouselard mit einem vierten Rang beim 24-Stunden-Rennen von Daytona, mit den Partnern Ralf Kelleners, Claudia Hürtgen und Ahrle auf einem von Roock Racing gemeldeten Porsche 911 GT2 und gewann damit die Gt2-Klasse. Größter Erfolg des Jahres war der Gesamtsieg in der französischen GT-Meisterschaft, auch als FFSA GT Championship bekannt, eine Rennserie die nach dem Ende der BPR Global GT Series 1996 endstand.
Von 1998 weg er bis 2005 jedes Jahr für Jack Leconte in Le Mans am Start. Beste Platzierung in dieser Phase seiner Karriere beim 24-Stunden-Rennen in Westfrankreich war der 10. Rang 2001. Das beste Ergebnis seiner Motorsportzeit bei diesen Rennen hatte er schon 1997 erreicht, als mit Armin Hahne und Pedro Lamy den Schübel Engineering-Porsche 911 GT1 an die fünfte Stelle des Klassements fuhr.
Nach einem dritten Gesamtrang 1998 und der Vizemeisterschaft 1999 hinter Jean-Pierre Javier sicherte er sich im Jahr 2000 die Gesamtwertung der NGT-Klasse der FIA-GT-Meisterschaft. 2001 folgte eine weitere Vizemeisterschaft in der GT-Meisterschaft Frankreichs; diesmal hinter Dominique Dupuy. Es folgten Gesamtsiege in der Meisterschaft 2002 und 2003.
Nach dem Ende der Zusammenarbeit mit Leconte wechselte Groueslard 2006 in das Rennteam des früheren Ski-Weltcupsiegers Luc Alphand. Für Alphand gewann er 2008 und 2009 die Gesamtwertung der GT1-Klasse der Le Mans Series. Einsatzfahrzeug war jeweils eine Chevrolet Corvette C6.R, Teampartner 2008 war Guillaume Moreau und 2009 Yann Clairay. Zu Beginn der 2010er-Jahre ging er in der Blancpain Endurance Series an der Start, wo er seinen bisher letzten Renneinsatz beim 1000-km-Rennen auf dem Nürburgring 2013 hatte. Laut seinen eigenen Aussagen fehlen seit 2014 bisher die Sponsorgelder um die Karriere fortsetzen zu können.

## Statistik

### Le-Mans-Ergebnisse
| Jahr | Team                      | Fahrzeug                  | Teamkollege          | Teamkollege       | Platzierung     | Ausfallgrund |
| ---- | ------------------------- | ------------------------- | -------------------- | ----------------- | --------------- | ------------ |
| 1994 | Elf Haberthur Racing      | Porsche 911 3.6           | Olivier Haberthur    | Patrick Vuillaume | Ausfall         | Turbolader   |
| 1996 | Larbre Compétition        | Porsche 911 GT2           | André Ahrlé          | Patrick Bourdais  | Rang 20         |              |
| 1997 | Schübel Engineering       | Porsche 911 GT1           | Armin Hahne          | Pedro Lamy        | Rang 5          |              |
| 1998 | Société Labre Compétition | Porsche 911 GT2           | Pierre Yver          | Jean-Luc Chéreau  | Ausfall         | Unfall       |
| 1999 | Ets. Chéreau Sports       | Porsche 911 GT2           | Pierre Yver          | Jean-Luc Chéreau  | nicht klassiert |              |
| 2000 | Larbre Compétition        | Porsche 996 GT3-R         | Christophe Bouchut   | Jean-Luc Chéreau  | Ausfall         | Unfall       |
| 2001 | Larbre Compétition        | Porsche 911 GT3-RS        | Sébastien Dumez      | Jean-Luc Chéreau  | Rang 10         |              |
| 2002 | Larbre Compétition        | Chrysler Viper GTS-R      | Christophe Bouchut   | Vincent Vosse     | Rang 18         |              |
| 2003 | Larbre Compétition        | Chrysler Viper GTS-R      | Christophe Bouchut   | Steve Zacchia     | Rang 16         |              |
| 2004 | Larbre Compétition        | Ferrari 550 GTS Maranello | Christophe Bouchut   | Olivier Dupard    | Rang 14         |              |
| 2005 | Larbre Compétition        | Ferrari 550 GTS Maranello | Vincent Vosse        | Olivier Dupard    | Rang 12         |              |
| 2006 | Luc Alphand Aventures     | Chevrolet Corvette C5-R   | Jérôme Policand      | Luc Alphand       | Rang 7          |              |
| 2007 | Luc Alphand Aventures     | Chevrolet Corvette C6.R   | Jérôme Policand      | Luc Alphand       | Rang 12         |              |
| 2008 | Luc Alphand Aventures     | Chevrolet Corvette C6.R   | Jean-Luc Blanchemain | Laurent Pasquali  | Rang 21         |              |
| 2009 | Luc Alphand Aventures     | Chevrolet Corvette C6.R   | Stéphan Grégoire     | Luc Alphand       | Ausfall         | Unfall       |
| 2010 | Luc Alphand Aventures     | Chevrolet Corvette C6.R   | Julien Jousse        | Xavier Maassen    | Ausfall         | Motorschaden |

### Sebring-Ergebnisse
| Jahr | Team               | Fahrzeug           | Teamkollege        | Teamkollege     | Platzierung | Ausfallgrund |
| ---- | ------------------ | ------------------ | ------------------ | --------------- | ----------- | ------------ |
| 2001 | Larbre Compétition | Porsche 911 GT3-RS | Christophe Bouchut | Sébastien Dumez | Rang 13     |              |